# Grand Slam Cup 1999
La Grand Slam Cup 1999 è stato un torneo di tennis giocato sul sintetico indoor. È stata la 10ª edizione del torneo maschile che fa parte dell'ATP Tour 1999, la 2ª del torneo femminile, che fa parte della categoria Tier I nell'ambito del WTA Tour 1999. Si è giocato all'Olympiahalle di Monaco di Baviera in Germania dal 27 settembre al 3 ottobre 1999.

## Campioni

### Singolare maschile
Greg Rusedski ha battuto in finale  Tommy Haas con il punteggio di 6–3, 6–4, 6(5)–7, 7–6(5)

### Singolare femminile
Serena Williams ha battuto in finale  Venus Williams con il punteggio di 6–1, 3–6, 6–3